# RKKワイド夕方いちばん
『RKKワイド 夕方いちばん』（アールケーケーワイド ゆうがたいちばん、通称『夕方いちばん』）は、2002年4月1日から2015年3月27日まで熊本放送（RKK）で毎週月曜 - 金曜日 16:00 - 18:55（JST）に放送されていた夕方ワイド番組。後番組は、ウェルカム!

## 概要
2002年4月1日に番組スタート。開始から2008年9月26日放送まで約6年半に渡り、16:45からの放送だった。2004年度まではJNNニュースの森とニュースの森くまもとを内包する形で放送し、2005年度からは、17:50 - 18:16は東京からの全国ニュース『JNNイブニング・ニュース』を放送し、18:16 - 18:50はローカルニュース番組の『夕方いちばんNEWS』を当番組に内包する形で放送していた。また、RKKでは『レディス4』（テレビ東京製作）をネットしていたが、この番組が16:45スタートのために、16:45で飛び降りをしていた。
2004年3月12日で放送500回、2006年2月28日で放送1000回、2008年2月11日で放送1500回、2010年2月4日で放送2000回、2014年2月7日で放送3000回を突破した。
2015年3月2日放送内で2015年3月いっぱいで番組を終了することを発表。最終回前日の3月26日と最終回の翌27日は放送枠を通常より1時間拡大して午後3時から放送。3月27日放送をもって放送を終了し、13年の歴史に幕を閉じた。

### 番組改編

#### 2008年秋
2008年9月29日から、夕方の番組改編で番組開始が45分早くなり、16:00からのスタートとなった。さらに番組改編を機にスタジオのセットがリニューアルされた。またこの日から全国ニュースの『イブニング・ファイブ』のネットが開始された。番組改編に伴い『レディス4』のネットが打ち切りとなったほか、「パネルでポン!SUPER」と毎週木曜日のコーナー「ハッピーラッキーバースデー」は終了となった。
その他に変更された点は、
- 火・水・木に放送していた「びぷれす中継」は毎週水曜日のみになり、火曜と木曜の中継担当のリポーターもスタジオに登場するようになった。なお、火曜と木曜の中継内での企画は、これまで通り放送される。
- 放送が始まってからまず「ちゃちゃっとクッキング」を放送したあとに、曜日毎の日替わりコーナーを放送するという順だったが、番組改編以降は、番組構成が逆に入れ変わった。
- 番組オープニングから座りスタイルだったが、番組改編以降は、番組オープニングは立ちスタイルとなった。
- 1つのテーブルに司会者と曜日毎の日替わりコーナーの担当リポーターが一緒に座る形だったが、司会者とリポーターが別々に座るスタイルとなった。

「夕方いちばんNEWS」も番組改編を機にスタジオセットはもちろん、テーマ音楽など番組内で使われる音楽やニュースの見出し字も一新。さらに番組オープニングのタイトルロゴはCG化された。
2008年10月21日放送をもって、火曜日のコーナー「おすすめ旅&グルメ」のリポーターを担当していた松村奈央が妊娠による産休に入るため降板。この間松村の代役として、翌10月28日放送よりマッキーが同コーナーのリポーターを担当。

#### 2009年春
2009年3月30日からの『総力報道!THE NEWS』が開始に伴い、ネットしている『イブニング・ファイブ』『JNNイブニング・ニュース』は同年3月27日をもって終了。3月30日以降は放送時間が16:00 - 16:53となった。
放送枠はこれまでと変わらないが、番組内容については、前週で終了した「びぷれす中継」・「熊本の標準を探せ!」・「突撃!金曜探偵団」に代わり、新コーナーや新企画がスタートし、一部番組内容の模様替えを行う。
視聴者プレゼントコーナーの「すぐプレ」のコーナーが「いいことあるぽすぐプレ」としてリニューアル。これまでは日替わりのプレゼントをFAXやEメールで放送当日18時までプレゼントの応募を受け付け、当選者には当日中に連絡という形だったが、2009年3月30日放送から「パネルでポン」と同じ視聴者参加の生電話形式に変更された。番組オープニングの「きょうのニュース」のあと、プレゼントの紹介や告知後にEメールにて16:30まで応募の受け付けを行い、番組の最後に抽選で選ばれた人に電話をかけ、電話のコール5回以内でつながれば当選となり、プレゼントを獲得できる。賞品は、現金や食事券、宿泊券など日替わりで3種類用意され、「1」「2」「3」のボックスの中から一つだけ選び、ボックスの中に入っている賞品を獲得できる。なお、小学生以下の子供が当選した場合は、ボックスを選ぶ前に現金かトイザらスの商品券（現金と同額分）のどちらかを指定できる。
なお、16:53からは『イブニング・ファイブ』の次番組である『サカスさん』をネット放送していた（ - 7月17日）。7月20日からは『サカスさん』の放送時間移動により14時台に放送されていたドラマの再放送を放送していた（ - 9月25日）。
本番組に内包されて放送されていたローカルニュース番組『夕方いちばんNEWS』は2009年3月27日をもって終了し、同年3月30日からは、『総力報道!NEWS LIVE くまもと』として分離し、18:05 - 18:40の放送になった（18:40-18:45は『ちびっ子タイム・このゆびと〜まれ!!』を放送）。新番組は、『ニュースの森くまもと』時代から行っている本番組の内包という形式ではなくなり、別番組化となった。

#### 2010年春
2010年3月29日より、これまでVTR部分がピラーボックス形式だった毎週月曜日のコーナー「一精の街角ゲッチュー」も同日の放送より映像がハイビジョン化され、VTR部分がピラーボックス形式のコーナーは「熊本いちばん情報」のみとなった。

#### 2011年秋
2011年10月3日より『Nスタ』を内包し、「生活情報とニュースの合体」をコンセプトとして放送時間を16:00 - 18:50（2時間50分）と再拡大。東京からの全国ニュースと県内ニュースの内包形態、および18時台のニュースコーナー『夕方いちばんNEWS』が2009年3月以来2年半ぶりに復活した。番組セットも一新され、3代目のセット（16時台はオレンジ色を基調としたセット、『夕方いちばんNEWS』は水と緑の熊本をイメージさせるセット）が登場した。また、木村は総合MCとして『夕方いちばんNEWS』にも出演している。

#### 2013年春
2013年4月1日放送より、番組構成が一部変更になった他、料理コーナー「ちゃちゃっとクッキング」は月～木の週4回放送から月・水・金の週3回放送に変更された。

#### 2014年春
2014年4月3日放送より、木曜・金曜の女性司会者に産休中だった野溝美子が約1年半ぶりに復帰。また金曜日に新コーナー「マッキーのはな」がスタートしたほか、2009年3月25日放送で終了した「びぷれす中継」が約6年ぶりに復活し、毎週金曜に放送される。「びぷれす中継」担当リポーターには、番組初登場となるまさやんと野溝の産休中の代役として木曜・金曜の女性司会者を務めていた柿木綾乃が務める。

## 出演者

### メインキャスター（MC）
- 木村和也
- 長船なお美（月 - 水担当。開始当初は全曜日出演だったが、2003年ごろの産休時に代理で野溝が担当。復帰後、今の月 - 水担当になる。）
- 野溝美子（木・金担当。当初は長船の産休による代理として復帰まで全曜日出演していた。産休に伴い降板したが、2014年4月4日放送より復帰。）

### リポーター
- 藤本一精（月 「街角ゲッチュー」リポーター）
  - 「パネルでポン」で藤本一精がめくり手の場合、視聴者が一発目に「キムカズ悪魔カード（選んだ時点で即終了となる）」を当てない限り、彼が2枚目の場所のヒントをジェスチャーで教えてくれるので確実に賞品がもらえる。ただし、「現金1万円」がキャリーオーバー制になったため、現金の際はヒントは無しとなる（この場合はスタジオの裏に強制的に退場させる）。
- かめきち（火「KあんどKの企画。」リポーター、「いちばん商店」、水「水曜スペシャル」鶴屋中継時のリポーター、木「おでかけ中継」リポーター その他コーナーリポーター）
- 山内要（火 「KあんどKの企画。」リポーター、水 水曜スペシャル「調べてみよう」リポーターおよびコーナー進行）
  - 「突撃!金曜探偵団」（2009年3月まで）は、かめきちと一緒に出演しているが、かめきちが長なわとび中継に出ている為、スタジオには山内要のみの出演となっていた。2009年4月以降は、長なわとび中継の担当がかめきちから福田晶に替わったため、2人ともスタジオ出演となった。
- 大嶋美穂（木 「木曜知りトク隊」リポーター）
- 村岡章子（木 「木曜知りトク隊」リポーター）
  - 「木曜知りトク隊」の取材は、大嶋と村岡が一緒に出演しているが、このコーナーがある木曜日の生放送には大嶋と村岡のどちらか1人が出演している。なお本番組では、2人の下の名前のアルファベットの頭文字をとり、総称として「S&M」と呼ばれている。
- マッキー（金 「マッキーのはな」リポーター、かつて毎週火曜に放送されていた「おすすめ旅&グルメ」のリポーターを担当していたが、出産に伴い降板。2013年6月19日放送より番組に復帰した。）
- まさやん（金「びぷれす中継」リポーター、2014年4月4日より新規起用。）
- 柿木綾乃（金「びぷれす中継」リポーター、野溝の産休に伴い2012年9月13日から2014年3月28日までは木・金担当の女性司会者だった。）
- 常盤よしこ
- 島田真世
- もっこすファイヤー（不定期出演）
- 村上恵（2009年7月より番組レギュラーとなる。ただし不定期出演）

### ちゃちゃっとクッキング
- 「簡単日本料理」渕田仁志（寿し・日本料理「葵」専務取締役）
- 「簡単日本料理」榎園豊成（日本料理 えのきぞの）
- 「薬膳中華」　陳好美（中国薬膳料理研究家）
- 「カジュアル中華」　竹原亨（「チャオリー」オーナーシェフ）
- 「パスタ」　塘永常貴（「伊太利屋台」オーナーシェフ）
- 「カレー」　小林東子（「イクイップメントフロア」オーナー）
- 「愛情弁当」　西村直子（民謡歌手）
- 「まごころおやつ」 磯崎啓介（お菓子の香梅取締役技術部長・白山本店責任者）
- 「家庭ごはん」 門田トモワ（料理研究家）
- 「お手軽洋食」 小幡洋二（「ア・マ・ファソン」オーナーシェフ）

### 夕方いちばんNEWS
- 『夕方いちばんNEWS』についてはこちらを参照。

### 過去の出演者
- 松村奈央（火　「おすすめ旅&グルメ」リポーター） - 2008年10月21日放送をもって降板
- 藤崎サラ（火 「おすすめ旅&グルメ」リポーター） - QunQunの2期生メンバー（当時）。出産に伴い降板したマッキーの後任。タレント活動終了に伴い降板。
- 福田晶（水 水曜スペシャル「定点観測〇〇商店」および鶴屋中継時のリポーター）
- 丸井純子（金 長なわとび中継）
- 篠原けんじ（金 「おすすめ旅&グルメ」リポーター） - 2013年4月5日より新規起用。本コーナー初の男性リポーターだった。2014年3月28日放送をもって降板。

## 放送時間
| 期間       | 期間       | 放送時間（日本時間）        |
| ---------- | ---------- | --------------------------- |
| 2002.04.01 | 2008.09.26 | 平日 16:45 - 18:50（125分） |
| 2008.09.29 | 2009.03.27 | 平日 16:00 - 18:50（170分） |
| 2009.03.30 | 2011.09.30 | 平日 16:00 - 16:53（053分） |
| 2011.10.03 | 2014.03.28 | 平日 16:00 - 18:50（170分） |
| 2014.03.31 | 2015.03.27 | 平日 16:00 - 18:55（175分） |

### 特記事項
- 祝祭日など、特別番組（スポーツ中継など）が放送される場合や番組内容によっては、ちゃちゃっとクッキング（月 - 木）は放送されない。重大ニュースがあった場合、放送休止になることもある。
- 毎年3月に行われる熊本県の公立高校入試の最終日にあたる日は、試験の解答速報の特別番組を本番組の時間帯に放送するため、放送休止となる（「夕方いちばんNEWS」のみ放送）。
- また、上記以外にも以下の日が放送休止となった。いずれの場合も「夕方いちばんNEWS」のみ放送。
  - 2008年12月23日は、自社主催のイベント関連（「2008RKK学童駅伝」）の特別番組放送のため
  - 2009年11月23日は、「九州実業団対抗毎日駅伝大会」の中継録画放送のため
  - 2009年12月23日は、先に行われた「2009RKK学童駅伝」の特別番組放送のため

## テーマ曲
- Yeh Yeh - They Might Be Giants

## 主なコーナー
- よじもん（視聴者プレゼントコーナー）
  - 2012年9月28日放送をもって終了した「いいことあるぽすぐプレ」に代わる視聴者プレゼントコーナー。2012年10月1日放送から開始。コーナータイトル「4時の問題」の略。番組オープニングで毎日視聴者にクイズを出題。プレゼントの紹介や問題出題後にEメールまたはFAXにて16:40まで応募の受け付けを行い、16:45頃にまず改めて問題VTRを流した後にクイズの正解を発表。正解者の中から抽選で選ばれた人に電話をかけ、電話のコール5回以内でつながれば当選となり、プレゼントを獲得できる。賞品は、食事券、宿泊券など日替わりで3種類用意され、当選者は「青」「黄」「緑」のボックスの中から一つだけ選び、ボックスの中に入っている賞品を獲得できる。なお「一万円ウィーク」と称し、一週間限定で「現金一万円」が賞品ラインナップに用意される事がある。
- ちゃちゃっとクッキング（月・水・金）
  - 曜日別日替わり特集コーナーと並び、番組の主要コーナーの一つである。タイトルのとおり、「家庭で簡単に作れる料理」を基本に、10名の講師陣が「和食」「中華」「洋食」など、料理のジャンル別ごとに日替わりで登場し、実演を交えながらレシピを紹介する料理コーナー。放送8年間で1563品ものメニューを紹介。これまでに紹介されたメニューのレシピは全て番組公式サイトに写真付きで掲載されている。2013年4月放送より、月･水･金で放送。
- 熊本いちばん情報
  - 2008年9月26日以前まで放送されていたミニ番組「タウン情報」を継承。スポンサー企業からの新製品・キャンペーン・イベント情報を紹介するインフォマーシャルコーナー。CM前に放送している。
- 曜日別日替わり特集コーナー
- 夕方いちばんNEWS
- 天気予報

### 曜日別日替わり特集コーナー
- 月曜日：「一精の街角ゲッチュー」
  - 藤本一精が熊本県内各市町村の街中を訪れ歩くふれあい企画。なお、明石家電視台メンバーが出演した回では村上ショージがこのコーナーにダメ出しをした。
- 火曜日：「KあんどKの企画」
  - かめきちと山内要による何でもありのコーナー。タイトルは「けーあんどけーのきかく まる」と読む。VTR中、2人と会話をしているのは、このコーナーの担当ディレクターである。通常声だけの出演だが、稀に後ろ姿が映ることもある。
2008年9月30日 - 2009年3月24日は火曜に放送されていたが、2009年3月で終了した「突撃!金曜探偵団」の後コーナーとして、同年4月3日より金曜に移動。2013年4月より火曜に移動。
- 火曜日：「いちばん商店」
  - 2009年4月2日から開始。TBSグループの通信販売会社「グランマルシェ」が取り扱う商品を番組視聴者にお買得価格で提供する通販コーナー。2013年4月より火曜に移動。
- 火曜日：「MYあんてな」
  - 番組出演者が、日々の生活の中で自分のアンテナに引っかかった話題を紹介。2009年3月31日から開始。
- 水曜日：「水曜スペシャル」
  - 週替わりで様々な企画を放送。熊本に生きる人の姿を紹介し、熊本のことを改めて見つめ直したり、様々な切り口で熊本の「今」に迫る。
- 木曜日：「木曜知りトク隊」
  - アラフォーの村岡章子と大嶋美穂が話題のグッズ・グルメ・スポット・健康など、気になることをリポートする。
- 木曜日：「おでかけ中継」
  - 2013年4月4日から開始。熊本県内各地から生中継で旬の話題を届ける。
- 金曜日：「マッキーのはな」
  - 2014年4月4日から開始。リポーターのマッキーが女性目線の情報を紹介する。
- 金曜日：「びぷれす中継」
  - 熊本市中央区上通町のびぷれす熊日会館1階にある「びぷれす広場」からの生中継で旬の話題を届ける。2009年3月25日放送をもって終了したが、2014年4月4日放送から復活した。
- 金曜日：「ロアッソ情報」
  - Jリーグ1部昇格を目指す地元のプロサッカークラブ「ロアッソ熊本」を応援するコーナー。シーズン中は週末に行われた試合結果や情報を、シーズンオフはロアッソに関する情報や話題をタイムリーに伝える。ロアッソの選手や関係者が生出演することもある。山崎雄樹アナウンサーがこのコーナーを担当していたが、2013年3月29日放送を最後に番組を卒業、同年4月以降はコーナー担当は不在となった。2013年4月より水曜から金曜に移動した。2014年4月からは「週刊・金曜ロアッソ」というタイトルで、毎週金曜の「びぷれす中継」内で放送されている。

### パネルでポン!
「パネルでポン!」は、現金や宿泊券、食事券などの豪華賞品が当たる視聴者参加のコーナーだが、ゲームは『新婚さんいらっしゃい!』での「ペアマッチ」に似たもので、ルールはほぼ共通である。はずれた場合、参加賞として、番組のロゴ入りのエコバッグをプレゼントする。これに加え、RKK主催のイベント（美術展など）開催期間中は、ペア招待券をプレゼントすることもある。余談だが、『新婚さんいらっしゃい！』は熊本県内ではKAB開局までRKKでネットされていた。
- 参加受付は電話・FAX・Eメールの3媒体で実施し、開始から後述のリニューアルまでは3媒体全てで電話番号の末尾による応募制限をかけていた。その為、番組冒頭ではその日の末尾番号のボックス抽選が行われ、受付時間は末尾番号が決定してからコーナー開始までの間となっていた。
- 15枚のパネルの中には、「なお美（月〜水）、美子（木・金）天使カード」と「キムカズ悪魔カード」が1枚ずつ隠されており、「天使カード」を引くと賞品を必ず獲得できる。ただし「悪魔カード」を引くと、その時点でゲームは終了となる。
- 2008年ミス日本ネイチャーに選ばれた岡田亜沙美は、「パネルでポン!」の電話受付のアルバイトの1人である。同年2月13日放送のこの番組に生出演した。

2008年6月から「パネルでポン!SUPER」としてリニューアルした。これまで電話・FAX・Eメールでの応募が電話番号の末尾制限の対象になっていたが、FAXとEメールでの応募は末尾制限が無くなり、無制限で応募が可能となる。またFAXとEメールは、月曜〜金曜の16時から受け付けを開始する。さらに賞品の「現金1万円」は、キャリーオーバー制となる（獲得者が出なかった場合、翌日から獲得者が出るまで1万円ずつ持ち越しとなる）。これに伴い「3万円ウィーク」は廃止された。なお、前述のキャリーオーバーの上限は10万円までで、獲得者が出るまで10万円のキャリーオーバーが継続。10万円のキャリーオーバーが継続された分は繰り越され、獲得者が出た翌放送日分の1万円に加算された金額からスタートする（例えば、10万円が3日間獲得者が出ず、4日目の放送で出た場合、翌放送日は4万円からのスタートになる）。

### 過去のコーナー
- 月-金：「パネルでポン!SUPER」
  - 2008年9月26日放送で終了。
- 木曜日：「ハッピーラッキーバースデー」
  - 2008年9月25日放送で終了。
- 木曜日：「熊本の標準を探せ!!」
  - 2009年3月26日放送で終了。
- 金曜日：「突撃!金曜探偵団」
  - 2009年3月27日放送で終了。
- 小学校対抗長なわとび選手権（金、5月 - 翌年2月）
  - 番組スタートから2年後の2003年4月11日放送からスタート。毎年5月から翌年2月まで、熊本県内の小学校を対象にクラスや部活動単位（1チーム20人以上）で毎週一校ずつ生中継で長縄跳びに挑戦。各校とも2回挑戦し、跳んだ回数の多い方がチームの記録となる。後期は10分の上限時間が設けられ、10分間跳躍が続いた場合は、その時点での跳躍回数を記録としていた。上位10校が「チャンピオン大会」への出場権を獲得できる。チャンピオン大会は毎年3月に実施、出場権を獲得した上位10校で年度毎のチャンピオンを決定する。大会には、コーナー担当の丸井・福田のほか、番組MCの木村・長船・野溝も来賓として出席していた。なお、大会の模様は後日1時間の特別番組として、土曜日や日曜日の午後の時間帯に放送された。この大会はマルキン食品が特別協賛しており、特別番組のスポンサーになっていた。
2012年度をもって終了、レギュラー放送は2013年3月2日放送をもって終了した。
  - なお3月・4月は「おでかけ中継」等を放送。2009年3月までは、こちらも長なわとび中継のかめきちと丸井純子が担当。2009年4月以降は、福田晶と丸井純子が担当していた。
- いいことあるぽすぐプレ（視聴者プレゼントコーナー）
  - 2012年9月28日放送で終了。
- 金曜日：「おすすめ旅&グルメ」
  - リポーターのマッキーと篠原けんじが熊本県内外の美味しいお店やおすすめスポットを紹介する。2014年3月28日放送で終了。

## 出来事・エピソード等
- 熊本市上通アーケード入口のびぷれす熊日会館1Fにある「びぷれす広場」からの中継を行っていた（放送開始から2008年9月26日までは毎週火曜 - 木曜、2008年9月29日から2009年3月25日までは毎週水曜、2014年4月4日からは毎週金曜に放送）。
- 番組開始から2009年3月27日までは、この間に放送されている東京からの全国ニュースや熊本のローカルニュースの番組は、全て本番組に内包という形式を採っていた。この間『ヤン坊マー坊天気予報』はこの番組内で放送していた。
- 地上デジタル放送では、中継や取材VTR部分は一部を除き通常画質（4:3）（ピラーボックス形式）となっている。サイドパネルは表示なし（黒帯のまま）。2009年4月以降は、一部を除き中継や取材VTRがハイビジョン化された。
- 近年では[いつ?]番組関連の書籍やカレンダーの販売、健康トークショーなどのイベントを開催するなど、『週刊山崎くん』とともにRKKテレビの看板番組としての地位を確立しつつある[独自研究?]。
- 水曜日の「パネルでポン!」前半戦と後半戦の合間のCM明けに鶴屋百貨店の催事案内をびぷれす中継で放送していたが、2008年4月から廃止された（鶴屋が番組のスポンサーを降りたため）。
- 番組のエンディングで『夕方いちばんNEWS』の前振り（きょうの主な番組内容の紹介）があったが、2008年4月から廃止された。
- 番組司会の木村和也は、2009年2月4日の放送終了後に突然体調を崩し、病院で受診したところ、インフルエンザにかかっていることが分かった。このため、翌2月5日と6日は療養のため、番組を欠席。代役として5日はかめきちが、6日は山内要が司会を務めた。
- 水曜日の本番組は、番組司会者（木村・長船）しかスタジオにいないことが多いためか、2009年頃からは同曜日20時→19時から放送の『週刊山崎くん』の放送がある場合に限り、この番組の司会者でもある野溝美子→柿木綾乃（両者共に本番組は木曜・金曜の司会を担当）や番組リポーターでもある山内要が番組の最後に出演し、視聴者プレゼントコーナーの「いいことあるぽすぐプレ!」の抽選前に番組宣伝を行う。また「いいことあるぽすぐプレ!」の抽選には、RKKラジオのミミーキャスター1名が出演することもある。
- 通常放送されない土曜日であった2010年4月3日は、11:00から30分間『楽しさ満開!夕方いちばん番外編 宇城市もいちばん〜2010宇城市フラワーフェスタ〜』と題し、宇城市岡岳総合運動公園で開催の「2010宇城市フラワーフェスタ」会場から公開生放送する特別番組を放送。本番組が屋外からの公開生放送は今回が初めてであった。
- 2010年7月5日は、『痛快!明石家電視台』（毎日放送制作）メンバー（明石家さんま、村上ショージ、松尾伴内、蛍原徹（雨上がり決死隊）、中川家、くりぃむしちゅー、山田花子）が生出演した。なお中川家と山田花子は、野溝美子アナと共に中継先から出演した。
- 番組終了から4年を経た2019年4月29日放送の、木村がパーソナリティ（月・火・水→火・水担当）をつとめる同局のラジオ番組「ラジてん」に、番組パーソナリティ須藤あきの代理として野溝が出演[2]。その際番組冒頭で、久々に当番組のテーマ曲が流されている。尚、こののち2020年9月30日より「ラジてん」の水曜MCとして須藤に代わり野溝がレギュラー出演するようになり、木村と野溝は5年半ぶりにレギュラーで共演することとなった。

## 姉妹番組
- RKKラジオでは『夕方いちばん』の姉妹番組として、『キムカズ・美子の土曜もいちばん!』を毎週土曜日の夕方に放送していたが、2010年4月3日放送をもって番組は終了した。「夕方いちばん」出演者の中から木村和也、野溝美子に、かめきち、山内要の4名がパーソナリティーを務めた。また過去に同様の番組が毎週金曜日の昼に放送されていた。番組タイトルは『キムカズ・浩子のOh!昼もいちばん』で、同じくRKKアナウンサーで同期入社の江上浩子と一緒にパーソナリティーを務めた。
- また、RKKテレビで水曜の深夜には、かめきち・山内要（通称:KあんどK）による3分間のバラエティ番組『真夜中いちばん』も放送されていたが、2010年4月28日をもって終了、同年5月からは、毎週土曜深夜放送の25分間の番組『ひっとでた!』に引き継がれた。